# 倉敷市立精思高等学校霞丘校
倉敷市立精思高等学校霞丘校（くらしきしりつせいしこうとうがっこうかすみがおかこう）は、岡山県倉敷市連島町西之浦に所在する市立の高等学校。

## 概要
倉敷市立高等学校体制整備基本計画により、倉敷市立精思高等学校と倉敷市立玉島高等学校が統合することとなり、その前段階として、倉敷市立精思高等学校の分校として旧倉敷市立霞丘小学校に開校した。昼間部の定時制課程で、普通科と商業科を設置している。修業年限は3年又は4年である。

## 沿革
- 2024年
  - 1月1日 - 設置[3]
  - 4月9日 - 第1回入学式を敢行

## 公式サイト
- 精思高校霞丘校
- 倉敷市立高等学校体制整備基本計画（令和3〜6年度）
- 倉敷市立精思高等学校霞丘校について